# 東予丹原インターチェンジ

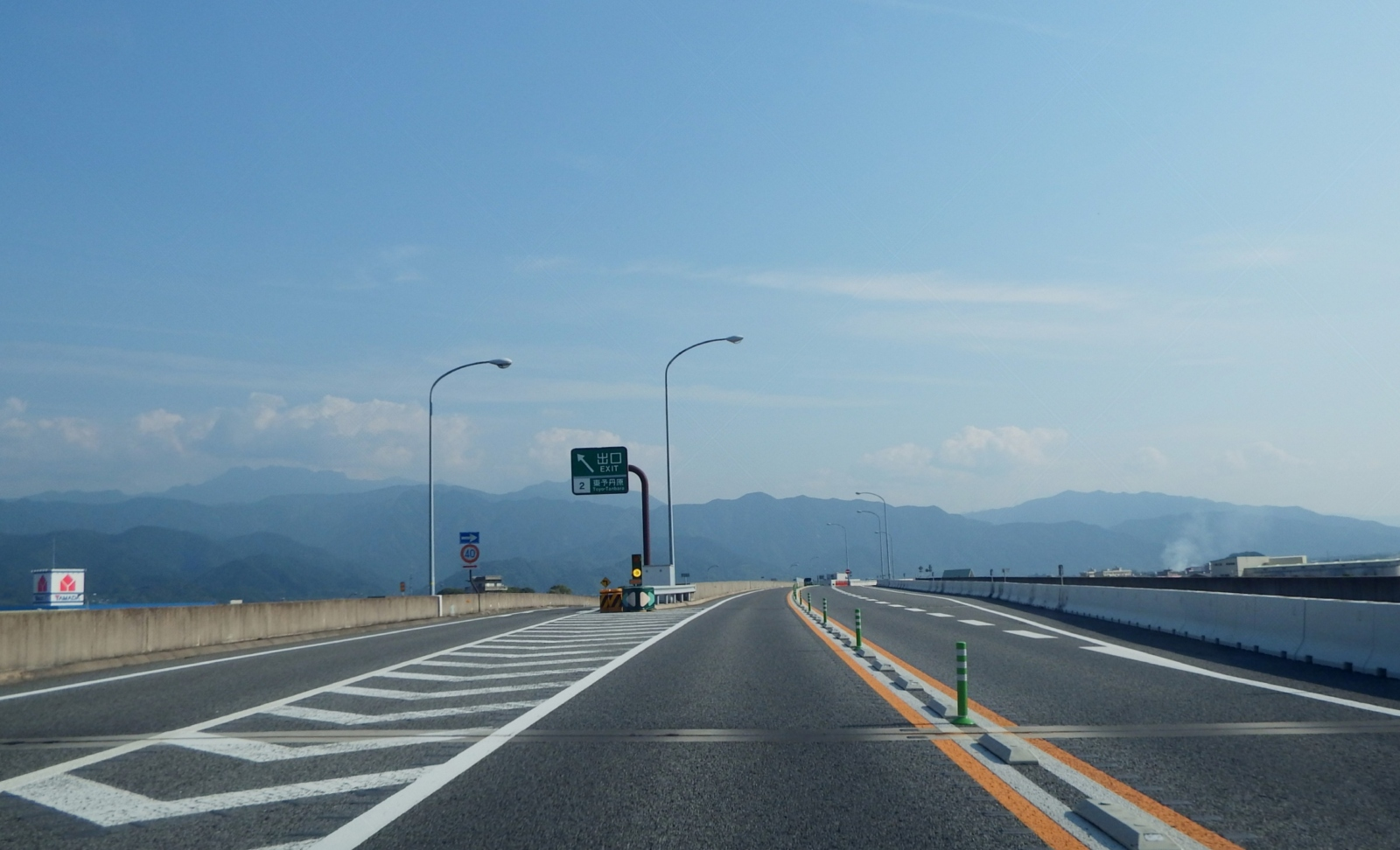
本線出口

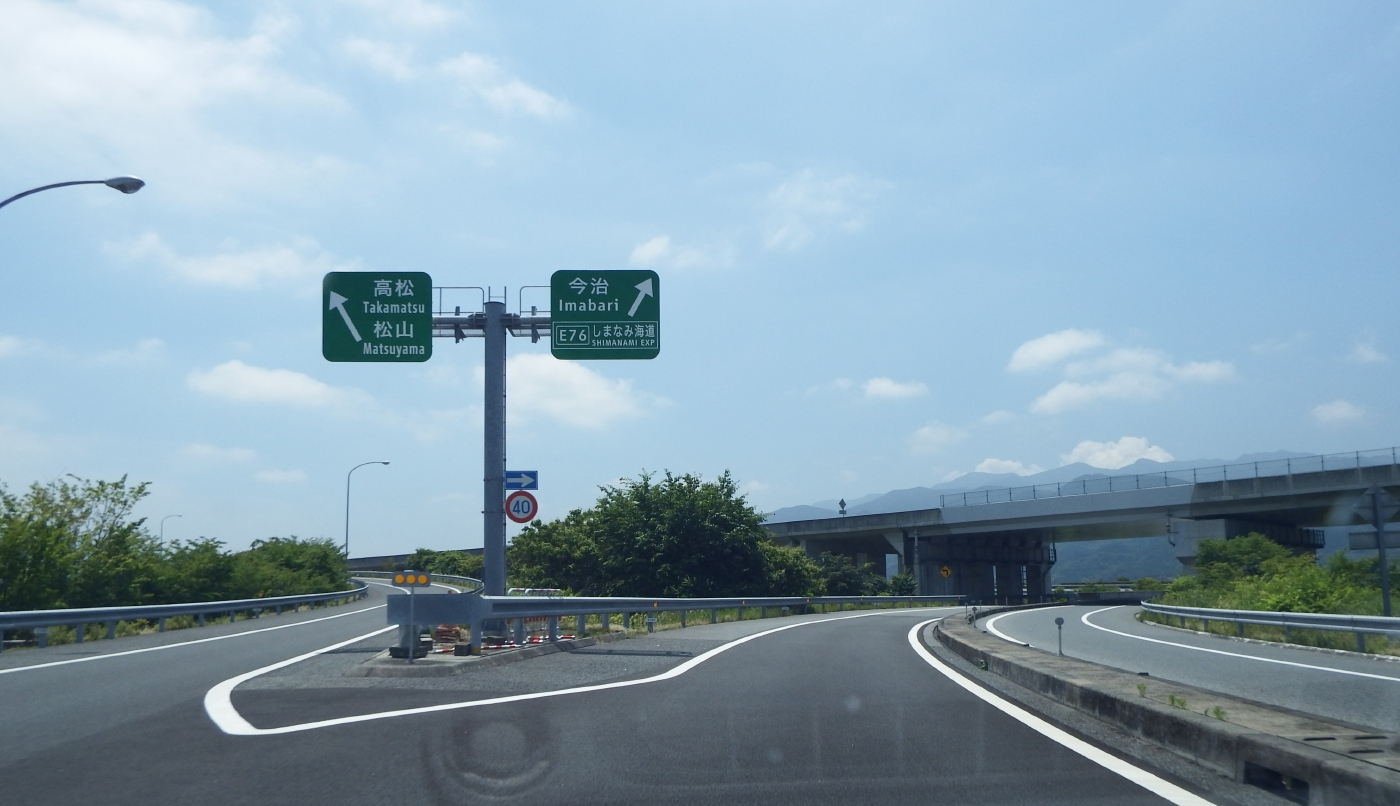
入口分岐

東予丹原インターチェンジ（とうよたんばらインターチェンジ）は愛媛県西条市周布にある今治小松自動車道のインターチェンジである。

## 道路
- E76 今治小松自動車道（2番）

直接接続
- 西条市道

間接接続
- 愛媛県道48号壬生川丹原線
- 愛媛県道144号南川壬生川停車場線

## 歴史
- 1999年（平成11年）7月31日 : 東予丹原IC - いよ小松JCT開通に伴い供用開始。
- 2023年（令和5年）4月3日 : 料金所がETC専用になる[1]。

## 料金所
- ブース数：4

### 入口
- ブース数：2
  - ETC専用：1
  - サポート：1

### 出口
- ブース数：2
  - ETC専用：1
  - サポート：1

## 周辺
- フジ東予店
- ディオ東予店
- ヤマダアウトレット西条店
- ケーズデンキ東予パワフル館
- 東予港

## 隣
E76 今治小松自動車道（今治小松道路）
(1)今治湯ノ浦IC - (2)東予丹原IC - (3)いよ小松北IC